# Enzo Amore
 (juin 2021).
Eric Arndt, (né le 8 décembre 1986 à Hackensack, New Jersey)  est un catcheur (lutteur professionnel) américain. Il travaille actuellement sur le Circuit Indépendant et à la Major League Wrestling, sous le nom de Real1.
Il est connu pour son travail à la World Wrestling Entertainment, de 2012 à 2018, sous le nom d'Enzo Amore, où il a gagné 2 fois le titre Cruiserweight de la WWE.
Il est joueur de football américain à l'université de Salisbury (en) au poste de linebacker. Il est engagé par la WWE en 2012. Il rejoint le WWE Performance Center puis NXT, l'émission club-école de la WWE. Il y fait équipe avec Colin Cassady.

## Jeunesse
Eric Arndt grandit à Waldwick où il est capitaine de l'équipe de football américain et joue au poste de linebacker. Il obtient une bourse sportive pour jouer au football américain à l'université de Salisbury (en),,,. Il quitte l'université en 2010 avec un diplôme en journalisme.
Il est ensuite manager de restaurants Hooters pendant 10 mois avant de faire divers petits boulots.

## Carrière de catcheur

### World Wrestling Entertainment (2012-2018)

#### Passage à la NXT (2012-2016)
Eric Arndt commence à s'entraîner pour devenir catcheur auprès de Johnny Rodz (en). Il signe un contrat avec la World Wrestling Entertainment (WWE) fin octobre 2012.
Il fait ses débuts le 23 mai 2013 à NXT accompagné de Colin Cassady en perdant contre Mason Ryan. Par la suite lui et Cassady entrent en rivalité avec Mason Ryan. Le 4 juillet Cassady et Amore perdent un match à handicap face à Mason Ryan, et la semaine suivante, ils gagnent leur match revanche. Le 31 juillet, alors qu'il dansait sur le ring avec Colin Cassady ils ont été agressés par Brodus Clay, Tensai et Mason Ryan mettant fin à cette rivalité.
Cassady et Amore ont par la suite une embrouille avec Scott Dawson, Alexander Rusev et Sylvester Lefort (le manager de Dawson et Rusev). Le 29 août, Cassady et Amore refusent d'entrer dans le clan de Lefort. À la suite de cela Amore affronte Scott Dawson et perd le match. Le 11 septembre Cassady et Amore battent Scott Dawson et Alexander Rusev par disqualification. Le 25 septembre, ils perdent un Fatal Four Way Gauntlet Tag match pour devenir challenger pour le championnat par équipes de la NXT.
La WWE annonce le 11 novembre que Amore va être absent pendant 6 mois environ car il s'est cassé la jambe.
Il fait son retour le 17 juillet en perdant avec Colin Cassady face à The Vaudevillains.
Amore et Cassady deviennent challenger numéro un pour le NXT Tag Team Championship mais échouent face aux champions Blake et Murphy lors de NXT Takeover: Unstoppable le 20 mai 2015. En août, ils participent au Dusty Rhodes Tag Team Classic Tournament, où ils battent Angelo Dawkins et Sawyer Fulton lors du premier tour. Le 30 septembre, ils perdent contre Finn Bálor et Samoa Joe en demi-finales et sont éliminés du tournoi.

#### Débuts àRaw, alliance et rivalité avec Big Cass (2016-2017)

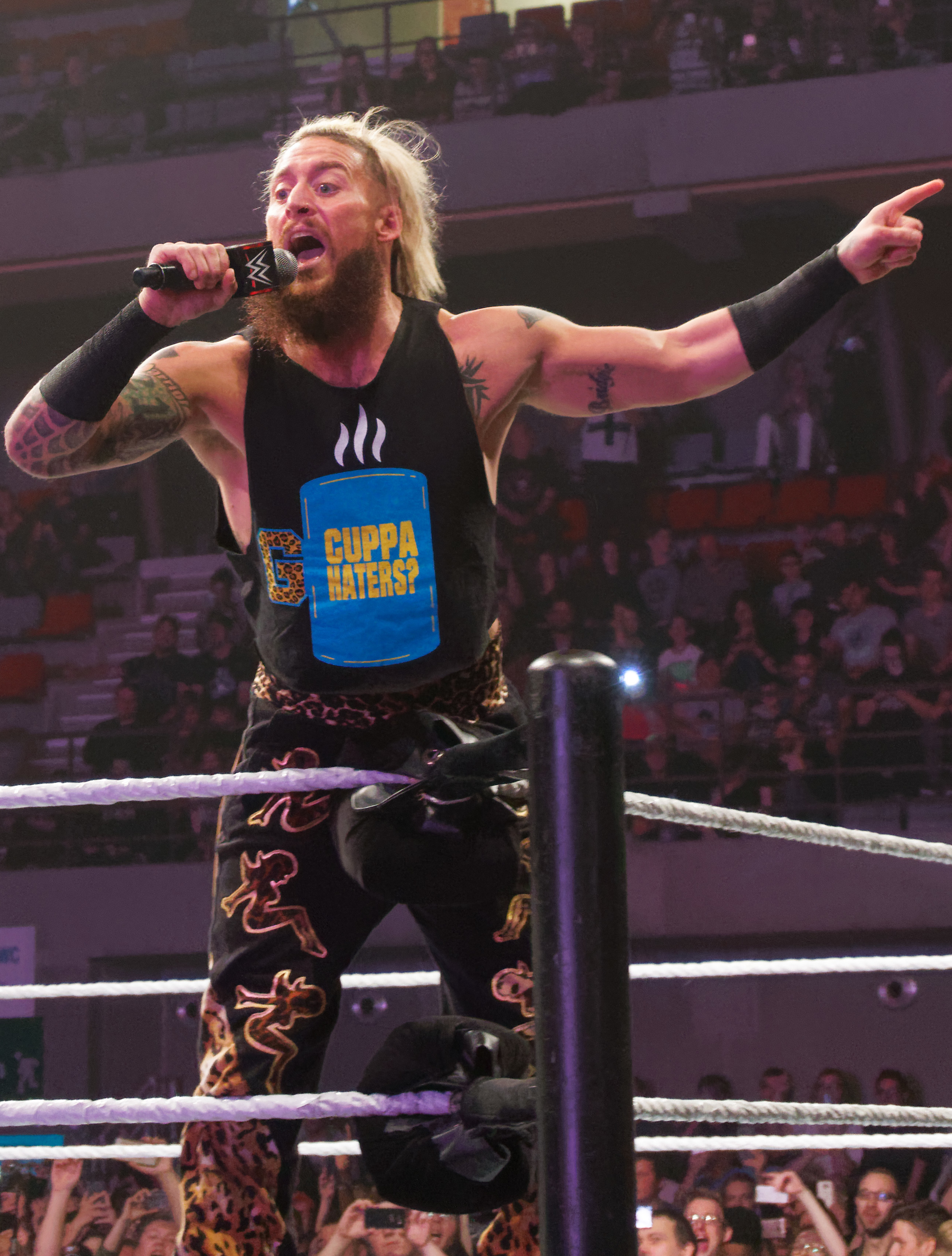
Amore en Mai 2017

Le 4 avril à Raw, Big Cass et lui font leurs débuts, dans le show rouge, en confrontant les Dudley Boyz. Le 1er mai à Payback, les deux hommes affrontent les Vaudevillains pour déterminer les futurs aspirants n°1 aux titres par équipe de la WWE, mais durant le combat, il se blesse la nuque en touchant la seconde corde, provoquant l'arrêt de la rencontre. Il est ensuite évacué sur civière et transporté d'urgence à l'hôpital. Il est ensuite annoncé qu'il souffre d'une commotion cérébrale, et doit s'absenter pendant deux semaines. Le 23 mai à Raw, il fait son retour de blessure aux côtés de son partenaire, et assiste à sa victoire sur Bubba Ray. Le 19 juin à Money in the Bank, Big Cass et lui ne remportent pas les titres par équipe de la WWE, battus par le New Day dans un Fatal 4-Way Tag Team Match, qui inclut également les Vaudevillains et les Good Brothers.
Le 24 juillet à Battleground, John Cena et eux battent The Club dans un 6-Man Tag Team Match. Le 21 août à SummerSlam, ils perdent face à Jeri-KO (Chris Jericho et Kevin Owens). 
Le 30 octobre à Hell in a Cell, ils perdent face aux Good Brothers. Le 20 novembre aux Survivor Series, l'équipe Raw (le New Day, The Bar, les Good Brothers, les Shning Stars et eux) bat celle de SmackDown (Heath Slater, Rhyno, les Hype Bros, American Alpha, les Usos et Breezango) dans un 10-on-10 Traditional Survivor Series Man's Elimination Tag Team Match. Le 18 décembre lors du pré-show à Roadblock: End of the Line, son coéquipier perd face à Rusev (accompagné de Lana) en moins de 5 minutes par Count Out.
Le 29 janvier 2017 au Royal Rumble, il entre dans le Royal Rumble masculin en 27e position, mais se fait éliminer par Brock Lesnar. Le 5 mars à Fastlane, Big Cass et lui ne remportent pas les titres par équipe de Raw, battus par les Good Brothers. 
Le 2 avril à WrestleMania 33, ils ne remportent pas, une nouvelle fois, les titres par équipe de Raw, battus par les Hardy Boyz dans un Fatal 4-Way Tag Team Ladder Match, qui inclut également les Good Brothers et The Bar. Le 30 avril lors du pré-show à Payback, ils prennent leur revanche sur les Good Brothers. Le 19 juin à Raw, Corey Graves fait une révélation inattendue sur les événements de la semaine passée : Big Cass a mis en scène sa propre agression, et c'est lui qui l'a attaqué dans le dos. Son désormais ex-partenaire effectue alors un Heel Turn en reconnaissant être son agresseur, lui balançant ses quatre vérités, avant de lui dire que leur alliance est terminée et lui porter un Big Boot.
Le 9 juillet à Great Balls of Fire, il perd face à son ancien équipier en moins de 5 minutes. Le 20 août à SummerSlam, il est suspendu au-dessus du ring dans une cage à requins, et assiste à la victoire de son ancien frère sur Big Show.

#### 205 Live, double champion Cruiserweight de la WWE et renvoi (2017-2018)
Le 22 août à 205 Live, il y fait ses débuts en affrontant le champion Cruiserweight de la WWE, Neville, après la victoire de ce dernier sur Akira Tozawa. Le 25 septembre à No Mercy, il devient le nouveau champion Cruiserweight de la WWE en battant le Britannique de manière controversée, remportant le titre pour la première fois de sa carrière et son premier titre personnel. Durant le combat, il effectue un Heel Turn en portant un Low-Blow à son adversaire, après lui avoir chipé la ceinture. 
Le 9 octobre à Raw, il perd  face à Kalisto dans un Lumberjack Match, ne conservant pas son titre. Le 22 octobre à TLC, il redevient champion Cruiserweight de la WWE en prenant sa revanche sur le même adversaire, remportant le titre pour la seconde fois. Le 19 novembre aux  Survivor Series, il conserve son titre en battant le luchador[réf. nécessaire]. 
Le 22 janvier 2018, à la suite des accusations de viol à son encontre, il est suspendu par la compagnie. Le lendemain des accusations, il est renvoyé de la WWE, et le titre Cruiserweight lui est retiré. 
Le 6 avril, la police l'acquitte, car aucune charge n'est retenue contre lui.

### Circuit Indépendant (2019-...)
Le 16 août à NEW Prison Break de la NorthEast Wrestling, il bat Brian Pillman Jr.. 
Le 11 septembre 2021 à PPW VIII de la Pennsylviana Premiere Wrestling, il perd un 3-Way Match face à Ace Austin, qui inclut également KC Navarro. 
Le 27 novembre à WrestleCade 2021 de la WrestleCade Entertainment, il perd face à Matt Hardy.
Le 31 mars 2022 à WrestleCon Mark Hitchcock Memorial Super Show de la Wrestling in the USA, l'équipe PCO (PCO, Barry Horowitz, Dango, Jimmy Wang Yang et lui) perd face à celle de Onita (Atsushi Onita, Colt Cabana, Juice Robinson, Ricky Morton et Robert Gibson).

### Major League Wrestling (2021-...)
Le 6 novembre à MLW Fusion Alpha #12, il fait ses débuts à la Major League Wrestling, dispute son premier match et bat Matt Cross.

## Palmarès
- World Wrestling Entertainment
  - 2 fois WWE Cruiserweight Champion

## Récompenses des magazines
- Pro Wrestling Illustrated

| Année | 2014 | 2015 | 2016 | 2017 | 2018 |
| ----- | ---- | ---- | ---- | ---- | ---- |
| Rang  | 268  | 226  | 122  | 110  | 138  |

## Vie privée
Il a été en couple pendant 3 ans avec la catcheuse de la WWE, Liv Morgan, jusqu'à ce que cette dernière découvre qu'il l'a trompée avec une autre femme.